# دیریترومایسین
دیریترومایسین (انگلیسی: Dirithromycin) نوعی آنتی بیوتیک ماکرولیدی گلیکوپپتیدی است.